# Calling (игра)
Calling или Calling: Kuroki Chakushin (CALLING ~黒き着信~, буквально Зов: Чёрное послание) — компьютерная игра в жанре survival horror, разработанная компанией Hudson Soft для приставки Wii. В Японии игра вышла в 2009 году, а в Америке в 2010 году.

## Сюжет
Синъити Судзутани и Рин Кагура заходят на «Чёрную Страницу» — загадочный веб-сайт, на котором есть только счётчик, показывающий количество умерших людей, посетивших данный сайт. После входа в чат на сайте, Синъити и Рин попадают в странное место, находящееся между жизнью и смертью и заполонённое воспоминаниями умерших. Используя свои мобильные телефоны, двое пытаются спастись из этого места.

### Персонажи
- Синъити Судзутани (яп. 涼谷 しんいち Судзутани Синъити)
- Рин Кагура (яп. 神楽 凛 Кагура Рин)
- Тиё Кисибэ (яп. 岸辺 千代 Кисибэ Тиё)
- Макото Сираэ (яп. 白江 真 Сираэ Макото )

## Геймплей
Игроку предстоит исследовать пространство, в котором оказались герои. Оно состоит из различных населённых призраками мест, таких как дома, школы и больницы. С помощью Wii Remote игроки смогут взаимодействовать с объектами, а также использовать его как мобильный телефон, через который призраки разговаривают с главными героями. Помимо этого, игроки также могут фотографировать с помощью телефона.
В некоторых сценах игроку придётся сражаться с призраками, также используя Wii Remote, нажимая на определённые кнопки.

## Разработка
Впервые об игре стало известно, когда видео геймплея «утекло» в Интернет в октябре 2008 года. Впоследствии компания Hudson заявила, что видео было украдено с PR-серверов.
Официально об игре было заявлено в июльском выпуске журнала Famitsu за 2009 год.

## Отзывы
| Сводный рейтинг | Сводный рейтинг |
| Агрегатор       | Оценка          |
| --------------- | --------------- |
| GameRankings    | 51,40 %         |